# Francisella tularensis
A Francisella tularensis egy patogén gram-negatív baktérium, a tularémia nevű fertőző betegség okozója. Mivel aeroszol formában is jól terjed, és igen virulens, biológiai fegyverek potenciális hatóanyagaként is jelentős.

## Külső link
- Francisella tularensis CDC/National Center for Infectious Diesase: